# Châteaurenault (D606)
Pour les articles homonymes, voir Châteaurenault (homonymie).
Le Châteaurenault (indicatif visuel D606)  est un ancien croiseur léger de la marine italienne du nom d’Attilio Regolo de classe Capitani Romaniqui a été cédé à la France en août 1948, au titre des dommages de guerre, en exécution du traité de paix.

## Regia Marina

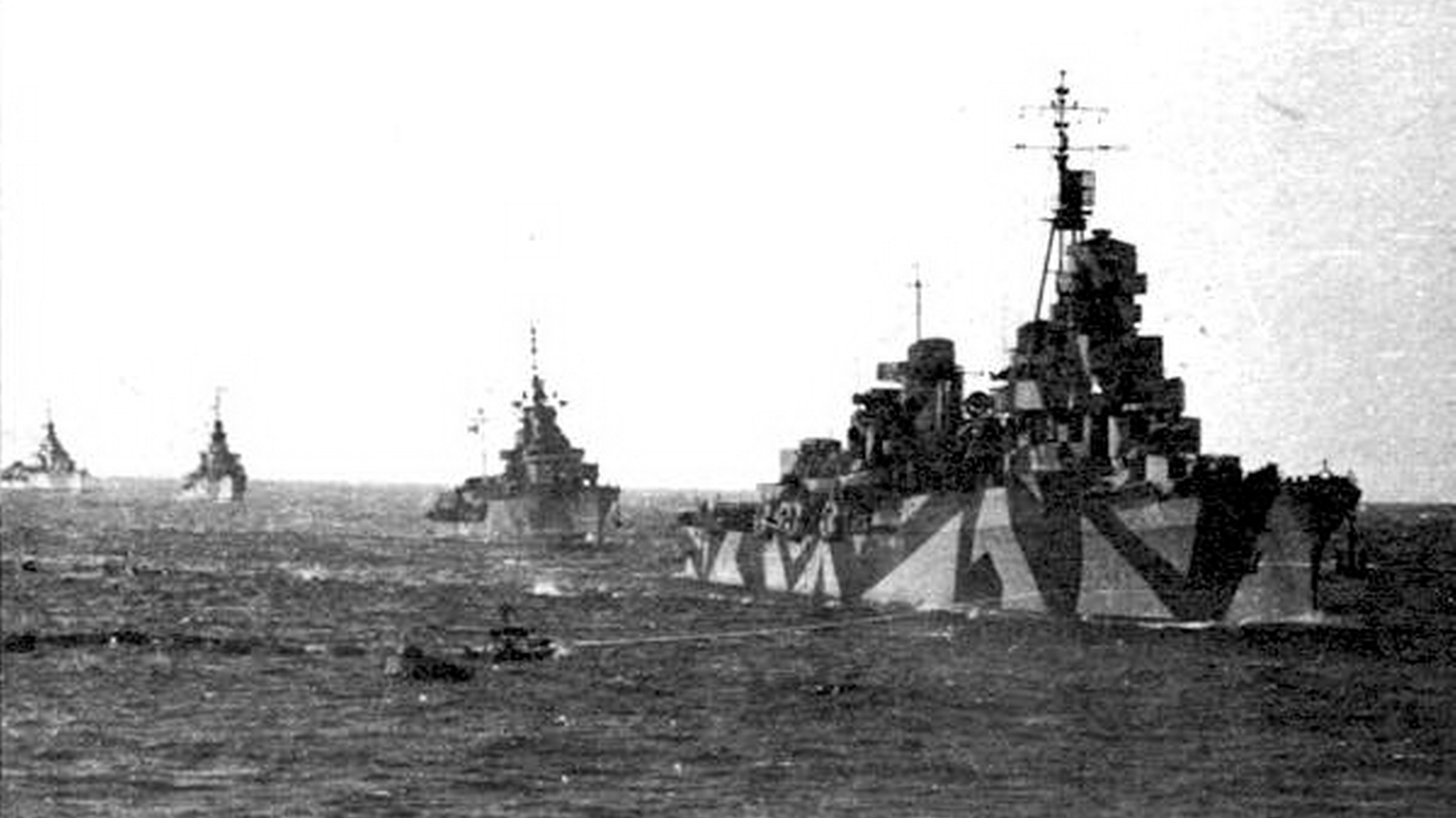
Le croiseur Attilio Regolo en ligne de file avec les contre-torpilleurs Mitragliere, Fuciliere et Carabiniere revenant à Tarente le 23 janvier 1945 après l'internement aux Baléares.

L’Attilio Regolo est construit aux chantiers navals Odero-Terni-Orlando (OTO) de Livourne en Toscane.
En 1942, ce croiseur léger soutient une force de six contre-torpilleurs qui mouille un champ de mines au sud de la Sicile. À son retour de mission il est torpillé par un sous-marin britannique. Il est remorqué jusqu'au port de Palerme pour y être réparé. Il reprend du service en mai 1943 jusqu'à l'armistice italien le 8 septembre 1943 (armistice de Cassibile). Il se réfugie à Port Mahon aux îles Baléares où il est interné jusqu'en mai 1945 pour rejoindre les forces alliée à l'Italie.

## Marine française
Après le traité de paix de Paris le 10 février 1947, il est cédé à la France avec son sister-ship qui deviendra le Guichen et quatre contre-torpilleurs.
Arrivé à l'arsenal de Toulon le 1er août 1948, l’Attilio Regolo est rebaptisé Châteaurenault. Il est refondu aux Forges et Chantiers de la Méditerranée de La Seyne-sur-Mer pour devenir un escorteur d'escadre. Son armement d'origine est remplacé par des canons allemands de 105 mm, des canons Bofors de 57 mm et des torpilles de 550 mm. Il est doté du même équipement électronique que les autres bâtiments français construits au titre du Programme naval d'après-guerre.
Il sera opérationnel jusqu’en 1962 comme navire amiral de l'Escadre légère à Brest.
Après son désarmement, le navire abrite l’École des fusiliers marins de Lorient jusqu’en 1969, avant d'être complètement retiré du service puis démantelé.